# Verwaltungsgemeinschaft Isseroda
Die Verwaltungsgemeinschaft Isseroda lag im Landkreis Weimarer Land in Thüringen. In ihr hatten sich vier Gemeinden zur Erledigung ihrer Verwaltungsgeschäfte zusammengeschlossen. Der Verwaltungssitz befand sich in der namensgebenden Gemeinde Isseroda.

## Die Gemeinden
- Bechstedtstraß
- Isseroda
- Nohra
- Troistedt

## Geschichte
Die Verwaltungsgemeinschaft wurde am 1. Januar 1991 gegründet. Zum 3. November 1994 erfolgte der Zusammenschluss mit der benachbarten Verwaltungsgemeinschaft Tröbsdorf zur Verwaltungsgemeinschaft Grammetal, die ihren Sitz in Isseroda hat.